# Lac de Lugano
Le lac de Lugano (en italien : lago di Lugano ou lago Ceresio) est un lac glaciaire partagé entre le Canton du Tessin en Suisse et la Lombardie en Italie. Le lac, nommé d'après la ville de Lugano, est situé entre le lac de Côme et le lac Majeur. Les montagnes et les destinations touristiques connues sur les rives du lac sont Monte Brè à l'est, le Monte San Salvatore à l'ouest de Lugano et le Monte Generoso sur la rive sud-est. Le site du patrimoine mondial, Monte San Giorgio, est situé au sud du lac.

## Géographie

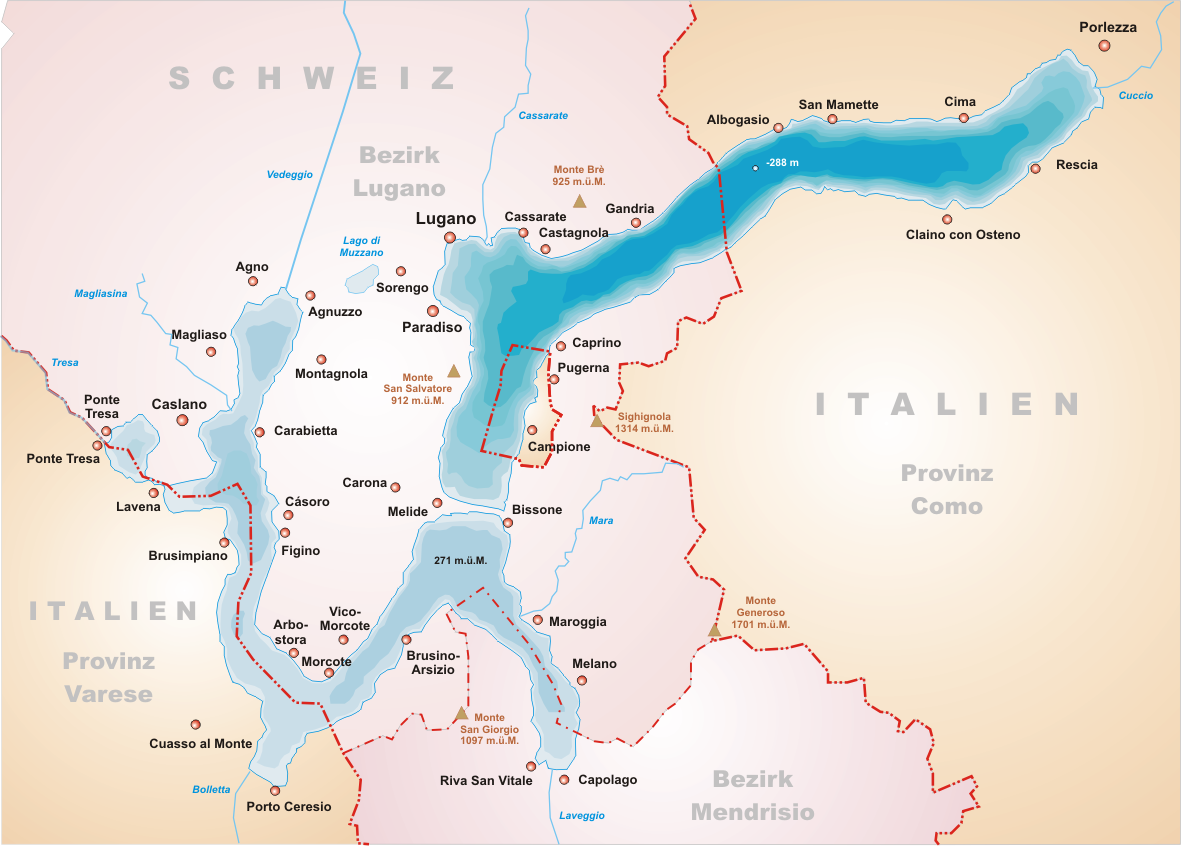
Lac de Lugano.

Joint aux lac de Varèse, lac de Comabbio, lac di Ganna, lac di Ghirla, lac Majeur et au lac di Monate, il fait partie desdits Sept lacs de la province de Varèse, au nord de la plaine du Pô. La superficie du lac est de 48,7 km2 (dont 63 % en Suisse et 37 % en Italie), sa largeur moyenne est d'environ 1 km et sa profondeur moyenne de 133 m et maximale de 288 m, dans le bassin nord. Le point culminant du bassin hydrographique du lac est le sommet Pizzo di Gino, situé dans les Préalpes de Lugano (2 245 m). La baignade dans le lac est autorisée dans l'un des quelque 50 établissements de baignade situés le long des rives suisses.
L'exclave italienne de Campione d'Italia et une partie des eaux du lac sont considérées par le droit douanier européen comme non territoriales au sens de la fiscalité et bénéficient, en tant que telles, d'un statut fiscal particulier en tant que zone franche.
La chaussée de Melide sépare les bassins nord (27,5 km2) et sud (21,4 km2), bien qu'un pont permette l'écoulement de l'eau et la navigation. Le temps de rétention du lac est en moyenne de 8,2 ans ; celui du bassin nord (11,9 ans) est considérablement plus élevé que celui du sud (2,3 ans).

## Histoire
Le premier témoignage certain d'un organe politique régissant les rives du lac date de 818. Occupant une zone d'importance stratégique, le lac faisait alors partie du dominion féodal du comté de Seprio. Vers 1000, il passa sous le contrôle de l'évêque de Côme. La région a été le théâtre de la guerre entre Côme et Milan sur le contrôle du trafic alpin de 1218 à 1227. À mesure que le lac et ses rives devenaient de plus en plus intégrés au duché de Milan, ils faisaient l'objet de controverses politiques et territoriales au cours du XVe siècle. Lugano est devenue la principale ville du lac.
Le lac a définitivement cessé d'appartenir à une seule et même entité politique souveraine à la suite de la création des bailliages transalpins des cantons suisses au début du XVIe siècle. La frontière italo-suisse a été fixée en 1752 par le Traité de Varèse et est restée pratiquement inchangée depuis.
En 1848, la chaussée de Melide a été construite sur une moraine entre Melide et Bissone, afin de permettre le passage d'une route sur le lac et d'établir une liaison directe entre Lugano et Chiasso. Aujourd'hui, le pont-jetée porte également le chemin de fer du Gothard et l'autoroute A2.

## Navigation
Le lac est navigable et utilisé par un nombre considérable de navires privés. Les bateaux à passagers de la Società Navigazione del Lago di Lugano assurent des services sur le lac, principalement à des fins touristiques, mais permettent également de relier Lugano à d'autres communes riveraines, dont certaines n'ont pas d'accès routier.
La pêche dans le lac (ainsi que dans le lac Majeur) est régie par un accord de 1986 entre la Suisse et l'Italie. L'accord actuel sur la navigation date de 1992.

## Pollution
La pollution a longtemps été un problème sur le lac de Lugano. Dans les années 1960 et 1970, il était officiellement interdit de se baigner dans le lac. Malgré l'introduction continue d'usines de traitement des eaux usées, comme à Gandria, des facteurs tels que le temps de rétention du lac, le manque d'oxygène et l'augmentation des concentrations de phosphore augmente significativement la pollution de l'eau du lac.
Le dernier rapport publié par l'Office fédéral de l'environnement sur le lac de Lugano remonte à 1995. À cette époque, les mesures indiquaient une certaine amélioration, mais il était peu probable que cela se poursuive au même rythme. Il y avait des couches polluées presque permanentes au fond du lac. L'oxygène était rare et ne pouvait être trouvé qu'à une profondeur inférieure à 100 m. En conséquence, les niveaux de phosphore augmentaient à cette profondeur. Les niveaux de phosphore dans le bassin nord étaient six fois trop élevés et dans le bassin sud deux fois trop élevés. Le lac est alors qualifié de malade chronique. Dans la partie italienne du lac, seuls 20 % de la population étaient raccordés à des stations d'épuration équipées de filtres au phosphore (toutes les régions suisses ne l'étaient pas non plus).

## Faune
Le lac regorge de poissons. En dehors de quelques zones protégées, telles que l'embouchure de la rivière Cuccio à Porlezza, la pêche est autorisée dans n'importe quel lieu. Les espèces protégées sont l'alburnus albidus et l'écrevisse à pattes blanche (Austropotamobius pallipes). L'Alburnus albidus est presque éteinte ici, contrairement au lac Majeur, et un repeuplement contrôlé du lac est en cours, en particulier autour de Ponte Tresa.
En 1895, l'omble de fontaine a été introduit du lac de Zoug, tandis qu'entre 1894 et 1897, le corégone était introduit. Depuis 1950, on a tenté d'introduire le coregonus du lac de Neuchâtel, mais celui-ci ne s'est pas bien établi.
Le gardon est présent en grand nombre et a mis une dizaine d’années à coloniser l’ensemble du lac, remplaçant de ce fait l'alburnus albidus. Le chevesne, la tanche, la carpe et quelques exemples de perches, d’achigan à grande bouche, de sandres et de lottes sont toujours présents. Récemment, le poisson-chat a également été repéré, ainsi que le gardon galant.

## Fossiles
Toute la région située au-delà des rives sud du lac de Lugano est riche en fossiles. Le point central de ces gisements est Monte San Giorgio où, depuis le XIXe siècle, de nombreux fossiles datant du milieu du Trias ont été découverts. Les dépôts sur le Monte San Giorgio s'étendent vers l'ouest jusqu'en territoire italien. Des fossiles datant du début du Jurassique ont également été découverts le long des rives sud, mais plus à l'est et à Osteno.